# Doomsday Device

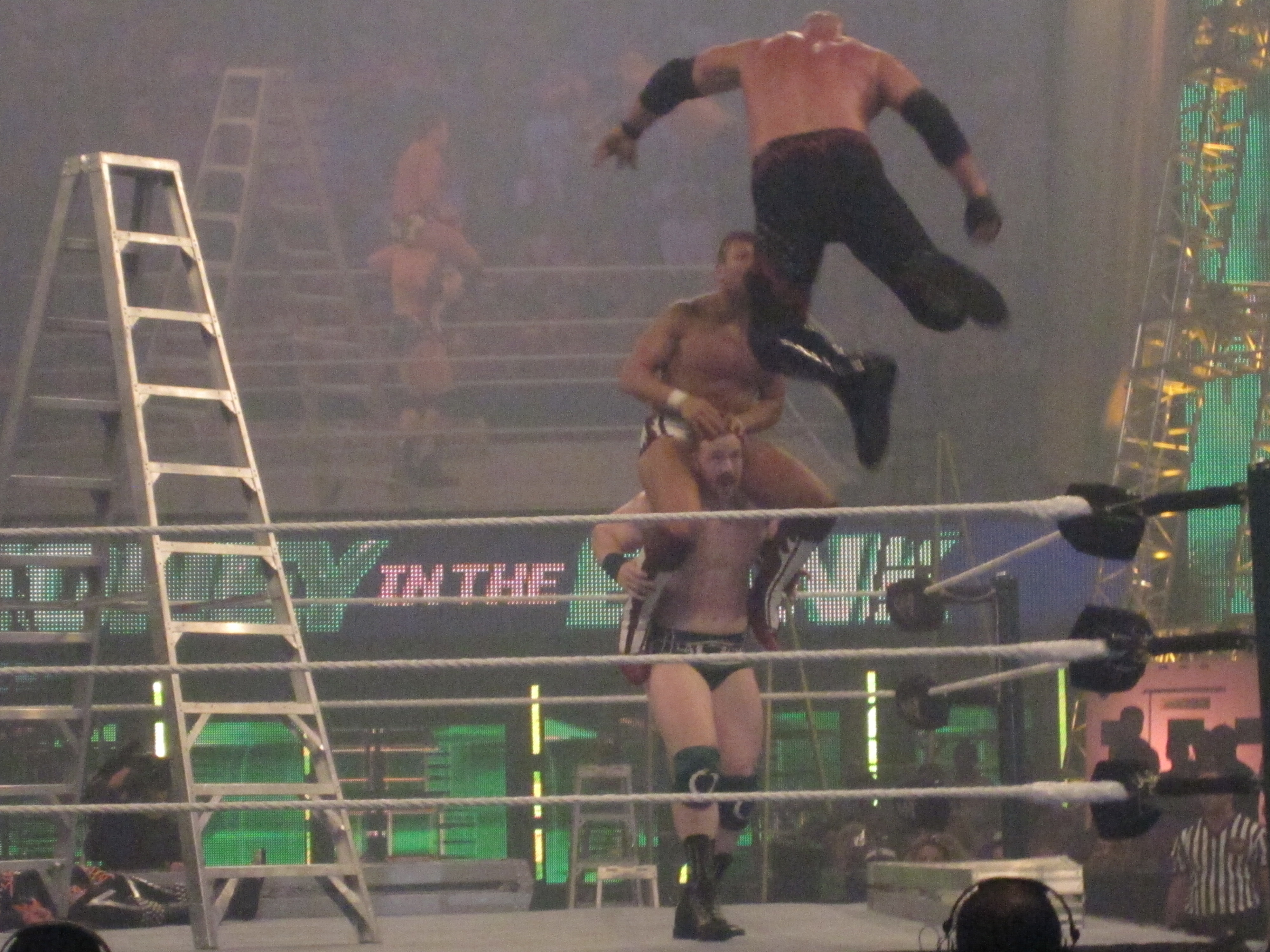
Doomsday Device em 2011.

Doomsday Device, ou abreviado para Device. É um termo usado no wrestling profissional. O nome do dispositivo Doomsday vem de um time popular conhecido como o Road Warriors, que inovou a versão básica deste movimento em que uma flying clothesline é atingido no adversário que está a ser criada na posição de cadeira elétrica; bater o adversário fora os ombros do lutador de terra, que empurra para cima nas pernas do adversário para lançá-los para trás como eles caem para o tapete.

## Variações
Existem variações nesse golpe:

### Doomsday clothesline
Esta variação é o que geralmente é usado quando as equipes tag executar o Doomsday Device. Esta variação tem um lutador levantar um oponente em uma cadeira eletrica.Posição seguido por outro lutador subir à corda superior e realizando uma flying clothesline elevados para o adversário, fazendo o adversário cair para trás fora do ombro do lutador de fazê-los colidir com o tapete.

### Doomsday dropkick
Nesta variação vê um levantar seu adversário Doomsday e outro lutador sobe na corda superior e realiza Missile Dropkick para bater o seu adversário para baixo.

### Elevated cutter
Outra variação que existe é o ataque mesmo estilo do Juízo Final, mas ao invés de um bulldog ou um clothesline, o lutador realiza um ataque cortado fora da superfície elevada (geralmente o tensor) puxando o rosto primeiro adversário dos ombros parceiros.

### Elevated diving bulldog
Esta variação vê o lutador elevado vir de trás do adversário levantou para empurrar / arrastá-los para a frente dos ombros do lutador de terra e até o chão usando um bulldog.

### Shining Impact
Outra variação voadora do Doomsday Device. Esta variante vê um lutador realizar uma variação de mergulho do Shining Wizard ataque usado para bater o adversário dos ombros de outro lutador.